# Wałerij Suszkewycz
Wałerij Mychajłowycz Suszkewycz, ukr. Валерій Михайлович Сушкевич (ur. 14 czerwca 1954 w Taraszczy w obwodzie kijowskim) – ukraiński polityk, działacz sportowy, z wykształcenia matematyk, deputowany kilku kadencji.

## Życiorys
Absolwent Dniepropetrowskiego Uniwersytetu Państwowego. W latach 80. pracował jako inżynier i programista. Następnie był zatrudniony w administracji obwodu dniepropietrowskiego. Od 1990 do 1994 zasiadał w radzie obwodowej. W latach 1994–1996 był wiceprezydentem, a w 1996 objął funkcję prezydenta Ukraińskiego Komitetu Paraolimpijskiego. W 2001 stanął też na czele krajowego stowarzyszenia inwalidów Ukrainy, jednej z najbardziej wpływowych organizacji reprezentującej interesy osób niepełnosprawnych. W latach 2000–2005 był doradcą prezydenta Ukrainy.
W latach 90. związany z klanem dniepropietrowskim. W 1998 uzyskał mandat deputowanego do Rady Najwyższej z listy partii Hromada, której przewodzili wówczas Pawło Łazarenko i Julia Tymoszenko. W 2002 zasiadał w parlamencie z listy Za Jedyną Ukrainę, będąc przedstawicielem PPPU. W okresie pomarańczowej rewolucji wsparł Wiktora Juszczenkę.
W 2005 przeszedł do Bloku Julii Tymoszenko, z listy BJuT był ponownie wybierany posłem w 2006 i 2007. W VI kadencji objął kierownictwo komitetu ds. emerytów, weteranów i inwalidów poprzednio zajmował to stanowisko w Radzie Najwyższej IV kadencji. W 2012 utrzymał mandat poselski z ramienia Batkiwszczyny, który wykonywał do 2014. Od tegoż roku do 2021 był pełnomocnikiem dwóch kolejnych prezydentów ds. praw osób niepełnosprawnych.
Porusza się na wózku inwalidzkim. Odznaczony m.in. Orderem Księcia Jarosława Mądrego klasy V, IV i III oraz Orderem „Za zasługi” kasy III, II i I.